# Pi4 Orionis
Pi4 Orionis (π4 Ori / π4 Orionis) è una stella visibile nella costellazione di Orione, a sud-est di Aldebaran, nell'asterismo dello scudo di Orione. Appare come un oggetto di magnitudine 3,69.

Dista circa 1300 anni luce dal Sole ed è una delle più luminose conosciute.

## Osservazione
Si tratta di una stella situata nell'emisfero celeste boreale, ma molto in prossimità dell'equatore celeste; ciò comporta che possa essere osservata da tutte le regioni abitate della Terra senza alcuna difficoltà e che sia invisibile soltanto nelle aree più interne del continente antartico. Nell'emisfero nord invece appare circumpolare solo molto oltre il circolo polare artico. La sua magnitudine pari a 3,7 fa sì che possa essere scorta anche nei piccoli e medi centri urbani.
Il periodo migliore per la sua osservazione nel cielo serale ricade nei mesi compresi fra fine ottobre e aprile; da entrambi gli emisferi il periodo di visibilità rimane indicativamente lo stesso, grazie alla posizione della stella non lontana dall'equatore celeste.

## Caratteristiche
π4 Orionis è una binaria spettroscopica, cioè l'esistenza della compagna può essere desunta solo dallo spostamento nelle righe spettrali, ma non per osservazione telescopica diretta. La primaria è una gigante blu, con temperatura superficiale di 21.800 K ed appartenente alla classe spettrale B2III+. La compagna, una stella subgigante, completa un'orbita in 9,519 giorni.
La luminosità totale del sistema è di circa 27.000 volte quella solare. Supponendo che la gigante sia più brillante di 1,5 volte rispetto alla compagna (valori tipici per questa classe di stelle), le rispettive luminosità sarebbero pari a 16.200 e 10.800 volte quella solare. Le stime di temperatura e luminosità suggeriscono che entrambe le stelle appartengano alla sequenza principale e che abbaiano un'età inferiore a 20 milioni di anni.
I valori di distanza e velocità radiale lasciano supporre che le stelle appartengano, come la gran parte delle stelle blu presenti nella costellazione di Orione, all'Associazione OB1 di Orione. Le poche informazioni disponibili non permettono di affermare con certezza che il sistema evolverà verso una supernova, sebbene le condizioni di geometria e massa sembrano suggerire un'evoluzione in tal senso.